# Новак, Ян (гандболист)
Ян Но́вак (чеш. Jan Novák, род. 5 апреля 1960, Злин) — чехословацкий и чешский гандболист, полевой игрок, тренер. Участник летних Олимпийских игр 1988 года.

## Биография
Ян Новак родился 5 апреля 1960 года в чехословацком городе Готвальдов (сейчас Злин в Чехии).
В 1981—1990 годах играл в гандбол за «Дуклу» из Праги. В 1984 году завоевал Кубок европейских чемпионов. Впоследствии выступал за «Готвальдов» и западногерманский «Валлендар».
В 1988 году вошёл в состав сборной Чехословакии по гандболу на летних Олимпийских играх в Сеуле, занявшей 6-е место. Играл в поле, провёл 6 матчей, забросил 15 мячей (шесть в ворота сборной Южной Кореи, по три — Японии и Швеции, два — Испании, один — ГДР).
В 1989 году был признан лучшим гандболистом Чехословакии.
В течение карьеры провёл за сборную Чехословакии 155 матчей.
В 1997 году завершил выступления и вернулся в Злин, где тренировал юношескую, а затем мужскую команды клуба.
Участвовал в ветеранском чемпионате Европы.
Работает в фирме, которая занимается строительной химией, под руководством бывшего товарища по сборной Чехословакии Томаша Бартека.